# Saaristoa abnormis
Espèce
Synonymes
- Neriene abnormis Blackwall, 1841
- Neriene pilosa Blackwall, 1864
- Erigone spelaea Simon, 1872
- Linyphia linguata O. Pickard-Cambridge, 1873
- Linyphia icterica Thorell, 1875
- Erigone douglasii O. Pickard-Cambridge, 1875
- Linyphia decipiens O. Pickard-Cambridge, 1879

Saaristoa abnormis est une espèce d'araignées aranéomorphes de la famille des Linyphiidae.

## Distribution
Cette espèce se rencontre en zone paléarctique.

## Publication originale
- Blackwall, 1841 : The difference in the number of eyes with which spiders are provided proposed as the basis of their distribution into tribes; with descriptions of newly discovered species and the characters of a new family and three new genera of spiders. Transactions of the Linnean Society of London, vol. 18, p. 601-670 (texte intégral).